# Teodor Szymanowski
Teodor Korwin-Szymanowski (ur. 8 maja 1932 w Płocku, zm. 10 lutego 2021 w Warszawie) – polski prawnik, karnista, profesor nauk prawnych.

## Życiorys

### Kariera naukowa
W 1959 ukończył studia na Wydziale Prawa Uniwersytetu Warszawskiego. Obronił pracę magisterską pt. Sprawcy rozboju, napisaną pod kierunkiem prof. Arnolda Grubińskiego. Pracę naukową rozpoczął w 1957 w Zakładzie Kryminologii UW, kierowanym przez prof. Stanisława Batawię, pod którego wpływem pozostał jako samodzielny pracownik naukowy.
W latach 1962–1981 był pracownikiem naukowym resortowej placówki badawczej Ministerstwa Sprawiedliwości – Instytutu Badania Prawa Sądowego. W Instytucie do 1974 kierował zakładem prawa dotyczącego młodzieży oraz badaniami nad polityka karną oraz zakładami karnymi i więźniami młodocianymi.
Rozprawę doktorską pt. Młodociani w polskim prawie karnym i penitencjarnym przygotował pod kierunkiem prof. Stanisława Walczaka w 1966 na Uniwersytecie Wrocławskim. W 1976 uzyskał habilitację w Instytucie Nauk Prawnych PAN w Warszawie. W 1977 w konkursie miesięcznika Państwo i Prawo na najlepszą pracę habilitacyjną otrzymał I nagrodę. W okresie pracy w IBPS prowadził pracę dydaktyczną. Od 1972 wykładał kryminologię w Wyższej Szkole pedagogiki specjalnej im. M. Grzegorzewskiej. W 1990 otrzymał tytuł naukowy profesora. W tym samym roku z jego inicjatywy powstał Zakład Prawa Karnego Wykonawczego w IPSIR UW, w którym objął funkcję kierownika.

### Działalność społeczna
Po sierpniu 1980 był zaangażowany w odtwarzanie Stowarzyszenia Patronackiego, niezależnej od władz organizacji świadczącej pomoc skazanym, byłym więźniom i ich rodzinom. W działania Stowarzyszenia jest zaangażowany do dnia obecnego na przemiennie na stanowiskach prezesa i wiceprezesa.
W trakcie stanu wojennego był zaangażowany w działania Prymasowskiego Pomocy Osobom Pozbawionym Wolności i ich Rodzinom. Został zwolniony z pracy w IBSP decyzją ministra ze stycznia 1982.
Od października 1982 był zatrudniony w Instytucie Profilaktyki Społecznej i resocjalizacji. W 1983 został wybrany na członka senatu UW. W IPSIR wykładał prawo karne i wykonawcze. W 1990 został doradcą Ministra Sprawiedliwości, a w 1992 doradcą Dyrektora Generalnego Służby Więziennej, którą to funkcję sprawował do 2002.
W 1991 był współzałożycielem Polskiego Towarzystwa Kryminologicznego im. prof. Stanisława Batawii. W latach 1999–2012 z nominacji premiera został członkiem Rady Głównej ds. Społecznej Readaptacji i Pomocy Skazanym. Był jednym z twórców kodeksu karnego wykonawczego z 1997 roku. W latach 1989–1997 był przewodniczącym Zespołu Prawa Karnego Wykonawczego działającej przy Ministerstwie Sprawiedliwości komisji do spraw reformy prawa karnego.
W latach 1990–2011 był redaktorem naczelnym Przeglądu Więziennictwa Polskiego był honorowym przewodniczącym kolegium redakcyjnego tego tygodnika.
Od 2014 był przewodniczącym zespołu doradców Fundacji Zielony Promień.

### Poglądy na politykę karną
Był zwolennikiem ograniczenia stosowania kar bezwzględnego pozbawienia wolności. Postulował stosowanie krótkich kar pozbawienia wolności oraz stosowania warunkowego zwolnienia przedterminowego tam, gdzie profil kryminologiczny skazanego na to pozwala i są pozytywne rokowania na przyszłość. W ramach racjonalizacji polityki karnej domagał się eliminacji z prawa karnego reliktów socjalistycznych, depenalizacji uchylania się od płacenia alimentów, nowego podejścia do karania sprawców drobnych kradzieży pierwszy raz karanych, jest zwolennikiem złagodzenia podstaw zwolnienia przedterminowego.

## Życie prywatne
Pochodził z rodziny Korwin-Szymanowskich, herbu Ślepowron. Urodzony jako szóste i ostatnie dziecko ks. Feliksa i Leokadii z Schultzów. Jako małe dziecko chorował na Heine-Medina, co spowodowało długi pobyt w sanatoriach i separację od rodziny. W latach wojny mieszkał w majątku Marii Szymanowskiej we wsi Kępa Polska. Maturę zdał w LO im. Żeromskiego w Kielcach w roku 1951.
W 1962 ożenił się z Aleksandrą Trzcińską.

## Odznaczenia
- Odznaka honorowa „Za Zasługi dla Ochrony Praw Człowieka” (2011)[11]

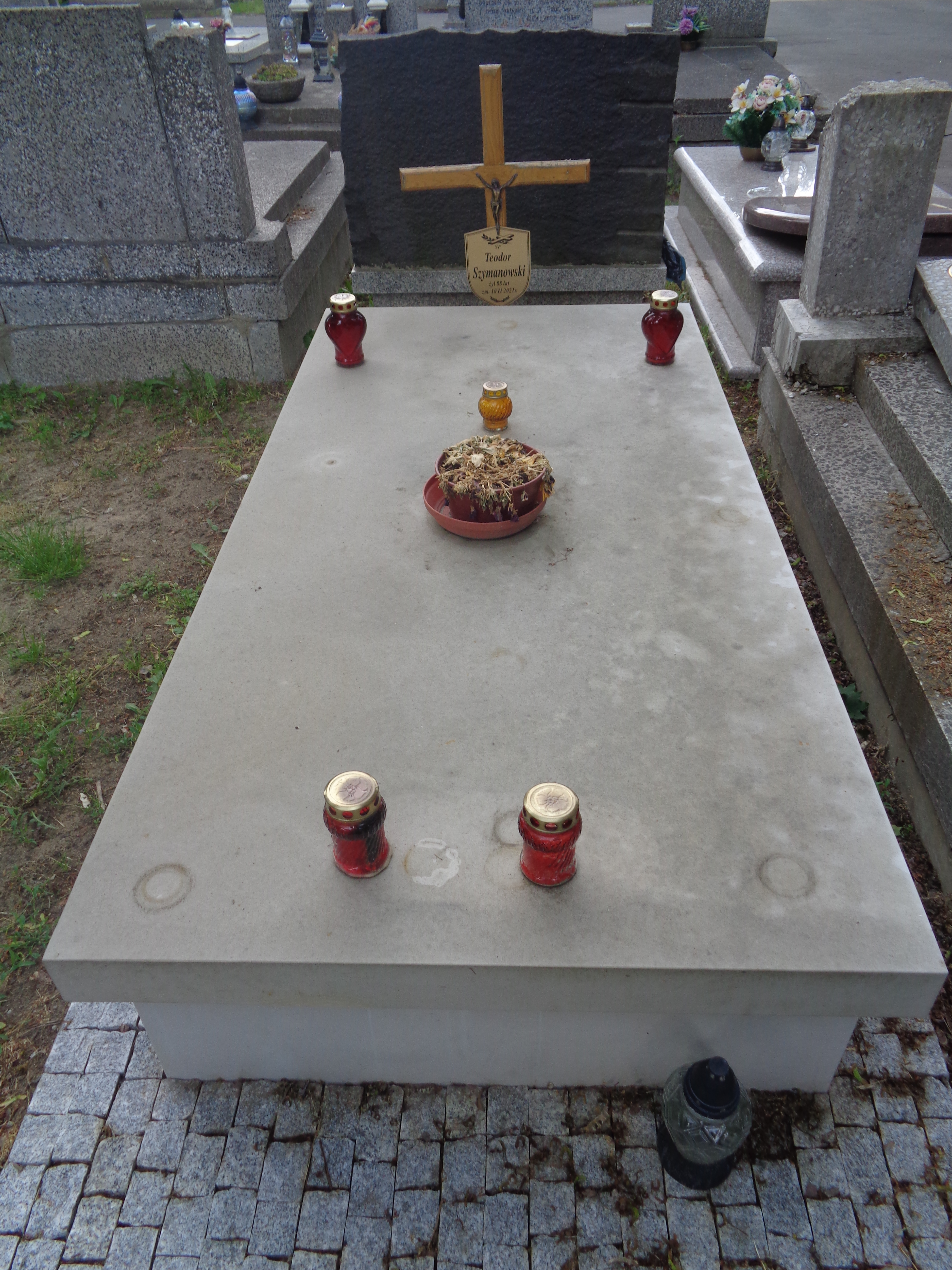
Nagrobek Teodora Szymanowskiego na cmentarzu wojskowym na Powązkach